# Strâmtoarea Torres

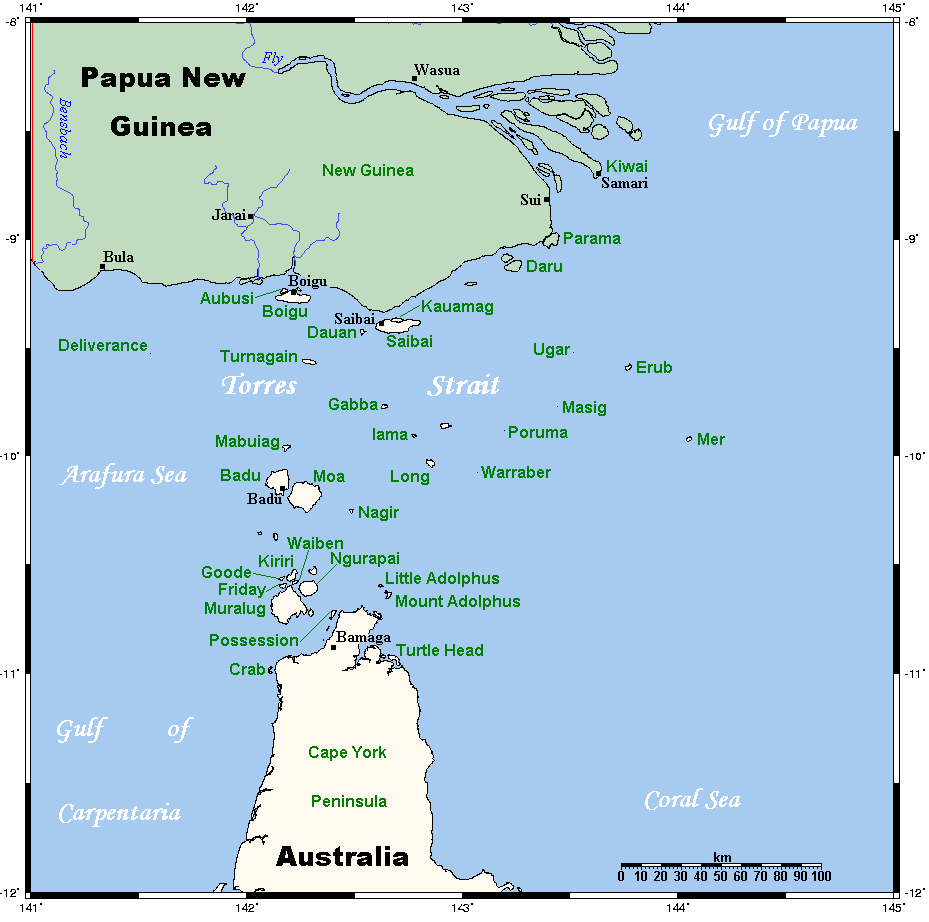
Strâmtoarea Torres şi insulele sale

Strâmtoarea Torres (engleză Torres Strait) are o lățime de cca. 150 de km și este situată între continentul Australia (Queensland) și insula Noua Guinee.
Numele strâmtorii este dat după numele navigatorului spaniol Luiz Vaéz de Torres care  a traversat strâmtoarea în anul 1606, cu șase luni după olandezul Willem Jansz care a descoperit de fapt strâmtoarea.
Cele 100 de insule aflate aici, care însumează o suprafață de 48.000 km2, aparțin de Queensland (Australia) și numai 17 din ele sunt locuite. Pe lângă engleză, care este limba oficială, pe insule se mai vorbește mabuiaga, meriama și creola Torres. Băștinașii de pe insulă provin din locuitori ai Melaneziei care au venit  pe insule din Noua Guinee, în urmă cu 5000 de ani. Ulterior au avut loc și migrații de popoare din Australia.